# B.J. Thomas
Billy Joe Thomas (7. august 1942 - 29. maj 2021) var en amerikansk sanger inden for pop, country og gospel i 1960'erne og 1970'erne. Han blev international kendt for sangene "Hooked on a feeling" (1968) og "Raindrops keep fallin' on my head" (1971)